# Репетиція (фільм, 2001)
«Репетиція» (фр. La répétition) — франко-канадський фільм-драма 2001 року, поставлений режисеркою Катрін Корсіні. Прем'єра стрічки відбулася 12 травня 2001 року на 54-му Каннському міжнародному кінофестивалі де вона брала участь в основній конкурсній програмі.

## Сюжет
Наталі і Луїза виросли разом і були близькими друзями. Але в міру дорослішання відношення Луїзи до Наталі ставало усе більше егоїстичним. Під час участі в молодіжній виставі, де обоє вони грали головні ролі, флірт Наталі з чоловіками викликає гнівні ревнощі у подруги. Не в змозі впоратися зі своїми почуттями, Луїза робить спробу самогубства. Після цього вона розриває з Наталі стосунки.
Через декілька років, за які вона вийшла заміж і стала зубним техніком, Луїза на одній з вистав бачить на сцені Наталі. Та не кинула театр і стала талановитою актрисою. Луїза підходить до неї після вистави. Кілька хвилин спілкування дають зрозуміти їй, що вона як і раніше відчуває потяг до подруги. Але Наталі занурена в роботу і в стосунки з талановитим режисером Матьє.
Знову ставши подругою Наталі, Луїза йде за нею всюди. Дружнє спілкування і допомога в підготовці ролей приховують під собою болісну тягу Луїзи до Наталі. Піддаючись егоїстичній хворобливій прихильності, Луїза руйнує стосунки Наталі і Матьє. Власний чоловік перестає для Луїзи що-небудь означати.
Не знаючи усієї правди, але відчуваючи присутність Луїзи як тягар, що висмоктує сили, Наталі намагається позбавитися від неї, але знову кличе до себе, коли захворює і залишається сама. Луїза признається їй у своїй пристрасті. Наталі відповідає їй взаємністю, але для неї це лише відгук на тяжжкий стан подруги.
Бачачи, що Наталі не збирається належати тільки їй, Луїза відчуває те безумстве, що змусило її різати собі вени багато років тому. Нестерпна одержимість призводить до того, що вона трохи не дає Наталі загинути у хворому бажанні, щоб жінка належала лише їй і нікому більше.

## У ролях
| Еммануель Беар   | ···· | Наталі      |
| Паскаль Бюссьєр  | ···· | Луїза       |
| Дані Леві        | ···· | Матіас      |
| Жан-П'єр Кальфон | ···· | Волтер Амар |
| Самі Буажила     | ···· | Ніколя      |
| Марілу Маріні    | ···· | Матильда    |

| Клеман Ервю-Леже | ···· | Саша            |
| Марк Понетт      | ···· | Ален            |
| Рафаель Ніл      | ···· | Патрік          |
| Себастьєн Горто  | ···· | Жан-Філіп       |
| Венсан Макень    | ···· | Анрі            |
| П'єр-Лу Ражо     | ···· | радник амбасади |

## Цікаві факти
У фільмі «Коли опускається ніч» Паскаль Бюссьєр (Луїза) також грала жінку, що закохалася в іншу жінку.

## Визнання
| Нагороди та номінації фільму «Репетиція» | Нагороди та номінації фільму «Репетиція» | Нагороди та номінації фільму «Репетиція» | Нагороди та номінації фільму «Репетиція» | Нагороди та номінації фільму «Репетиція» | Нагороди та номінації фільму «Репетиція» |
| Рік                                      | Кінофестиваль/кінопремія                 | Категорія/нагорода                       | Номінант                                 | Результат                                | Результат                                |
| ---------------------------------------- | ---------------------------------------- | ---------------------------------------- | ---------------------------------------- | ---------------------------------------- | ---------------------------------------- |
| 2001                                     | 54-й Каннський міжнародний кінофестиваль | Золота пальмова гілка                    | Репетиція                                | Номінація                                |                                          |